# Salavat Julajev
Salavat Julajev (baškirski: Салауат Юлаев) (1754. – 1800.) je baškirski narodni junak. Sudjelovao je u Pugačovljevom ustanku (1773. – 1775.), ratnik, pjesnik i pjevač.

## Životopis
Salavat Julajev rođen u selu Tekejevo u volostu Šejtan-Kudejevski, Ufimska provincija, Orenburška gubernija (danas Okrug Salavatska, Baškortostan). Tekejevo više ne postoji, jer je spaljeno 1775. godine. 
Bio je na čelu pobune u Baškortostanu od samog početka rata 1773. – 1775. Ruske carske vlasti uhvatile su ga 24. studenog 1774., a njegov otac Yulay Aznalin zarobljen je već ranije. Stavljeni su u okove i poslani u Moskvu. Yulay Aznalin bio je votčinik (nositelj nasljednog imanja), bogat, inteligentan i utjecajan čovjek. Bio je općenito poštovan među Baškircima i bio je Bauermeister (okružni predradnik). Lokalne vlasti su mu dale povjerenje; u njegovu vjernost ruskoj vladi nije se moglo sumnjati.
Godine 1768. sam guverner Orenburga Putjatin imenovao je Yulaya za predradnika zapovijedi Baškiraca. No ubrzo je trgovac Tverdišev, dodijeljen kolegijalnom ocjenjivačkom rangu, lišio Yulaya Aznalina njegove zemlje za izgradnju pogona i sela Simsky. Baškirske zemlja propada, pa Yulay Aznalin i njegova devetnaestogodišnji sin Salawat ustaju pod vodstvom Jemeljana Ivanoviča Pugačova.
Deset mjeseci nakon zarobljavanja Salawata, u rujnu 1775., on i njegov otac javno su bičevani na mjestima gdje su se odvijale najveće bitke s ruskom vojskom. Tog mjeseca oboje su mučrni tako da su ih vukli za nosnice, a čela i lica su im žigosani. Dana 2. listopada 1775., s okovanim rukama i nogama, Salawat i Yulay su poslani na dvama kolicima pod "zaštitom" u baltičku tvrđavu Rogervik (današnji grad Paldiski u Estoniji) na služenje doživotne kazne. Prijevoz s osuđenicima prošao je Menzelinsk, Kazanj, Nižnji Novgorod, Moskvu, stigao do Tvera 14. studenoga, a zatim nastavio dalje kroz Novgorod, Pskov i Revel i konačno stigao u Rogervik 29. studenog.
Baltičku luku Rogervik osnovao je Petar Veliki. Međutim, kada su sudionici pobune u Baškiriji stigli u Rogervik, tvrđava je bila praktički pusta. Postojao je samo mali garnizon i mali broj zatvorenika. Ovdje su Salawat i Yulay u borbi upoznali svoju braću: pugačovski pukovnik I.S. Aristov, pukovnik Kanzafar Usaev i drugi. Salawat Yulayev i njegov otac živjeli su ostatak života u Rogerviku.
Kad je Pavao I. zasjeo na prijestolje, zapovjednik tvrđave Langel podnio je upit o premještanju preostalih sudionika Pugačevskog ustanka u Taganrog ili u Irkutsk u tvornicu platna. Rezolucija je došla iz Senata: "Spomenuti osuđenici podliježu premještanju ... Zbog svojih zlodjela, protjerani su po carskom zapovjedništvu i naloženo im je zadržavanje u ovoj luci, s posebnom pažnjom, da ne mogu pobjeći." Postojao je poseban manifest od 17. ožujka 1775. godine, koji je objavila pokojna carica Katarina II. Po njezinoj naredbi svi sudionici Pugačovljevog ustanka trebali su biti doživotno zatvoreni, a njihova bi imena trebala biti "osuđena na vječni zaborav i duboku tišinu". Prema ovom manifestu lokalne vlasti progonile su sve koji su izgovarali imena pobunjenika boraca za slobodu protiv ruskog gospodstva. 
Salavat je bio pismen. Pisao je na turskom jeziku, koji je nekada bio uobičajeni pisani jezik za turkijske narode. Dokumenti koje je potpisao sačuvani su. Istraživači vjeruju da je Salavat govorio i ruskii, jer je morao komunicirati s pobunjenicima protiv ruskog imperijalizma, s ruskim vođama ustanka.
U njegovoj vojsci bili su ljudi različitih nacionalnosti. I unatoč zabrani spominjanja Salavata, narodi u regiji prenijeli su legende i pjesme o Salavatu od usta do usta.